# Wojewódki Górne
Wojewódki Górne – wieś w Polsce położona w województwie mazowieckim, w powiecie sokołowskim, w gminie Bielany. Ma status sołectwa.
W latach 1975–1998 miejscowość administracyjnie należała do województwa siedleckiego.
Wierni wyznani Rzymsko-katolickiego zamieszkali w miejscowości należą do parafii konkatedralnej w Sokołowie Podlaskim.

## Położenie
Wojewódki Górne położone 4 km na południe od Sokołowa Podlaskiego, przy drodze krajowej nr 63 Węgorzewo - Sławatycze.
Wzdłuż granicy gminy Bielany i gminy Sokołów Podlaski, pomiędzy wsiami Wojewódki Górne oraz Dziegietnia przepływa Stara Rzeka.
Wojewódki Górne (obręb ewidencyjny 0029) składają się z 650 działek o łącznej powierzchni 481,3312 ha.
Wierni kościoła rzymskokatolickiego należą do parafii Niepokalanego Serca Najświętszej Maryi Panny w Sokołowie Podlaskim

## Historia
Pierwsza pisana wzmianka o Wojewódkach pochodzi z 1424 roku.   

## Zabytki
- Pomnik poległych w wojnie polsko-rosyjskiej w 1920 roku.

## Edukacja
W 1916 roku w Wojewódkach Górnych powstała szkoła podstawowa, początkowo jednoklasowa
Szkoła istniała, do 2005 roku.